# Hydriomena terminipunctata
Hydriomena terminipunctata là một loài bướm đêm trong họ Geometridae.